# Rendez-vous au paradis
Pour plus de détails, voir Fiche technique et Distribution.
Rendez-vous au paradis (Defending Your Life) est un film américain d'Albert Brooks sorti en 1991.

## Synopsis
Daniel Miller meurt dans un accident de voiture et se retrouve à Judgment City, la cité du Jugement Dernier, ville d'attente pour le préparer à la vie éternelle. 
En quatre jours, il doit à l'aide d'un avocat commis d'office, démontrer à un juge qu'il a été courageux et généreux lors de sa vie afin de pouvoir monter là-haut.
Au cours des jours qu'il passe là-bas, il rencontre Julia en ville, une jeune femme mère de deux enfants, et en tombe amoureux...

## Fiche technique
- Titre original : Defending Your Life
- Titre français : Rendez-vous au paradis
- Réalisation : Albert Brooks
- Scénario : Albert Brooks
- Musique : Michael Gore
- Directeur de la photographie : Allen Daviau
- Montage : David Finfer (en)
- Distributeur : Warner Bros. Pictures
- Pays :  États-Unis
- Genre : Comédie dramatique, fantastique
- Durée : 112 minutes
- Date de sortie en salles : 22 mars 1991 (États-Unis)

## Distribution
- Albert Brooks : Daniel Miller
- Meryl Streep : Julia
- Rip Torn : Bob Diamond
- Lee Grant : Lena Foster
- James Eckhouse : le propriétaire de la Jeep
- Ethan Embry : Steve
- George D. Wallace : le juge de Daniel

## Autour du film
- Le film ne rencontre pas un succès commercial, mais a acquis une petite notoriété par la suite grâce à la vidéo et aux diffusions de chaînes câblées[1].